# ベントレー・ステートリムジン
ベントレー・ステート・リムジン（英: Bentley State Limousine）は英国王室の公用車である。2台が製造されている。

## 概要
2002年に女王の在位50周年を記念し、ベントレーが主導する自動車艤装コンソーシアムが1台を献上した。2台目は王室が予備車として購入している。1台当たりの価格は10,000,000GBPと推定されている。開発は2000年2月に始まり、2000年5月に女王と公爵に設計案を提示し承認された。製造には、継続的に女王、公爵そして運転手の意見を取り入れたとしている。
ベントレー・アルナージ・シリーズ2から、原動機や変速機などを流用するが、大部分を新設計した。観衆から車内がよく見えるよう、高い屋根、細いピラー、大きな窓に加え、特に後部ガラスを後席頭上まで延長する「グラスハウス」とした。これらを実現するため、ボデーをモノコック構造としたほか、特殊な反射材を挟んだ合わせガラスを採用し、ガラスの透明度と室内への遮光を両立した。ヒールド・ブラザーズが織ったラムウールのサテン生地を用いた2席の後部座席は、女王と同じ体格のモデルから設計し、ハンドバッグ収納部も、女王愛用のバッグに合わせた。その上で、座面は乗客の顔が側面ガラスの中央に来るよう高さを調節できるようにした。また、予備に折り畳みの後ろ向き座席が2席用意した。女王が粗野な電子機器の搭載を明確に拒否したため、間仕切り越しの通話用インターコムなど最低限の機材のみを備えた。後部のドアーは、後端に蝶番をつけたコーチ・ドアーとすることで、女王が降車する際に真っ直ぐ立ち上がれるようにした。
王室車両の先例に従い屋根には紋章と王室旗が装着できる。ボデーの塗色は"Royal Claret"(ロイヤル・クラレット)と呼ばれるワインレッドに赤いストライプを入れ、屋根は黒色とした。フード・オーナメントは特製で、聖ジョージとドラゴン像若しくはスコティッシュ・ライオン像を装着する。ベントレー・モーターズのフランツ＝ヨーゼフ・ペーフゲンは、2002年5月29日にウィンザー城で女王に拝謁し、完成した車を献上した。同年6月4日の公務から運用されている。
耐用年数は25年以上、耐用走行距離125,000mlを想定している。当初から環境に配慮し燃料には液化石油ガスを用いたが、2009年に2台ともバイオ燃料を利用できるように改造した。

## 余聞
- 2010年に、女王の公務中に原動機が再始動せず、女王が予備のレンジ・ローバーに乗り換える「事故」があった[13]。
- 日本の天皇が2024年に来英した際、移動にはステート・リムジンが提供された[14]。

## 脚註

### 註釈
1. ↑  新国王は2023年に、ウェルシュ・ドラゴン像を新調している[10]。